# Julen Amezqueta
Julen Amezqueta Moreno (Estella, 12 augustus 1993) is een Spaans wielrenner.

## Carrière
In 2016 nam Amezqueta deel aan de Ronde van Italië waar hij in de derde etappe, de laatste etappe in Nederland, samen met Giacomo Berlato, Maarten Tjallingii en Johann van Zyl in de aanval was. Ook in de achttiende etappe trok de Spanjaard ten aanval. Deze vlucht hield stand tot het einde, waarna Matteo Trentin de rit won. Amezqueta werd twaalfde, zijn beste resultaat in de Giro die hij afsloot op plek 112.
In 2018 maakte Amezqueta de overstap naar Caja Rural-Seguros RGA. Zijn beste klassering dat seizoen was een achtste plaats in de laatste etappe van de Ronde van de Algarve. In zijn tweede seizoen behaalde hij een zevende plaats in de Clássica da Arrábida en zesde in het eindklassement van de Ronde van Rhône-Alpes Isère.

## Overwinningen
2015
2e etappe Ronde van Portugal van de Toekomst
Eind- en puntenklassement Ronde van Portugal van de Toekomst
2020
Bergklassement Internationale Wielerweek

## Resultaten in voornaamste wedstrijden
| Jaar | Ronde van Italië | Ronde van Frankrijk | Ronde van Spanje |
| ---- | ---------------- | ------------------- | ---------------- |
| 2016 | 112e             |                     |                  |
| 2017 | 99e              |                     |                  |
| 2018 |                  |                     |                  |
| 2019 |                  |                     |                  |
| 2020 |                  |                     | 50e              |
| 2021 |                  |                     | 43e              |
| 2022 |                  |                     |                  |
| 2023 |                  |                     |                  |

| Jaar | Milaan-San Remo | Ronde van Lombardije | Clásica San Sebastián |
| ---- | --------------- | -------------------- | --------------------- |
| 2016 | 137e            | opgave               |                       |
| 2017 | 139e            |                      |                       |
| 2018 |                 |                      | 74e                   |
| 2019 |                 |                      |                       |
| 2020 |                 |                      |                       |
| 2021 |                 |                      | 40e                   |
| 2022 |                 |                      |                       |
| 2023 |                 |                      | 83e                   |

## Ploegen
- 2015 –  Southeast (stagiair vanaf 1-8)
- 2016 –  Wilier Triestina-Southeast[1]
- 2017 –  Wilier Triestina-Selle Italia
- 2018 –  Caja Rural-Seguros RGA
- 2019 –  Caja Rural-Seguros RGA
- 2020 –  Caja Rural-Seguros RGA
- 2021 –  Caja Rural-Seguros RGA
- 2022 –  Caja Rural-Seguros RGA
- 2023 –  Caja Rural-Seguros RGA
- 2024 –  Illes Balears Arabay Cycling

Andriato · Belletti · Bertazzo · Busato · Carretero · Cecchinel · Conti · Dal Col · Favilli · Fedi · Finetto · Fonzi · Gavazzi · Gil · Mareczko · Monsalve · Petacchi · Ponzi · Tedeschi · Wackermann · Zhupa · Amezqueta (stagiair) · Rodríguez (stagiair)
Amezqueta · Andriato · Belletti · Bertazzo · Busato · Conti · Dal Col · Draperi · Ducournau · Fedi · Fonzi · Gil · Godoy · Mareczko · Martínez · Pozzato · Rodríguez · Sanz · Tedeschi · Trosino · Zhupa · Cañaveral (stagiair) · Errazkin (stagiair) · Raileanu (stagiair)
Amezqueta · Andriato · Belletti · Bertazzo · Busato · Cecchin · Draperi · Ducournau · Fedi · Flórez · Fonzi · Godoy · Kasjavy · Mareczko · Martínez · Mosca · Pozzato · Rodríguez · Trosino · Turrin · Zhupa · Colonna (stagiair) · Marcelli (stagiair) · Raggio (stagiair)
Amezqueta · Aranburu · Benito · Celano · Cuadros · Ferrari · Irisarri · Lastra · Mas · Molina · Moreira · Oien · Pardilla · Reis · Rodríguez · Schultz · Serrano · Silva · Soto · Yssaad · Zabala
Aberasturi · Amezqueta · Aranburu · Banaszek · Cañellas · Cepeda · Tsjernetski · Cuadros · Gonçalves · González · Irisarri · Lastra · Malucelli · Molina · Mora · Moreira · Nicolau · Pardilla · Rodríguez · Serrano · Soto · Lazkano (stagiair) · Martín (stagiair) · Pascual (stagiair)
Amezqueta · Aular · Bagües · Barceló · Barrenetxea · Calle · Cepeda · Cuadros · Etxeberria · García · González · Johnston · Lastra · Leitão · Martín · Murguialday · Nicolau · Nieve · Pira · Prades ·Schlegel  · Balderstone (stagiair) · López de Abetxuko (stagiair) · López (stagiair)
Amezqueta · Aular · Babor · Balderstone · Barceló · Barrenetxea · Bárta · Cepeda · Etxeberria · García · González · Hailemichael · Johnston · Leitão · López · Martín · Murguialday · Nicolau · Pira · Prades ·Schlegel  · Sorarrain (vanaf 31/7) · Guardeño (stagiair) · Ibañez (stagiair) · Silva (stagiair)